# Festungshof
Der Festungshof ist ein östlicher Gemeindeteil der oberfränkischen Stadt Coburg, der in Nachbarschaft der Veste Coburg liegt und auf einen ehemaligen Domänenhof zurückgeht.

## Geografie
Der Festungsberg mit der Veste Coburg befindet sich östlich der Stadt Coburg. Er schiebt sich als Sporn des Bausenberges in das Itztal vor. In Richtung Osten schließen sich die Bergkuppe Fürwitz und der Rögnersberg, die heutige Brandensteinsebene an. Zwischen dem Festungsberg und der Fürwitz befindet sich auf einem Bergrücken der Festungshof.

## Geschichte
Wegen der exponierten Lage auf dem Höhenrücken wurde das Areal um den Festungshof wahrscheinlich schon früh besiedelt. Der Fürwitz zeigt deutliche Spuren einer hochmittelalterlichen Wallanlage, die wohl vor der 1056 erstmals erwähnten Burganlage auf dem Festungsberg, der „Koburk“, angelegt wurde. Im Bereich des Festungshofes soll etwa Mitte des 14. Jahrhunderts eine Einsiedelei bestanden haben, für die es einen Eintrag auf der Geleitstraßenkarte Coburg–Kulmbach von 1562 gibt.
Eine Festungsschäferei ist für das 17. Jahrhundert belegt. Mit einem Neubau wurde 1762 die Herzogliche Schäferei außerhalb der Veste verlegt. In den folgenden Jahren waren die Pächter der Festungsschäferei meist auch die Pächter der herrschaftlichen Felder auf dem Rögnersberg. Der so entstandene landwirtschaftliche Vollbetrieb führte ab 1802 die Bezeichnung „Kammergut Festungshof“. Das Anwesen hatte eine Pächterswohnung mit angebautem Backhaus, eine Remise, eine Brennerei, einen Kuhstall, ein Schafhaus und drei Städel. Im Jahr 1888 zählte der seit den 1850er Jahren Domänengut genannte Hof eine Fläche von 95,3 Hektar.
Auf Veranlassung von Herzog Carl Eduard zerschlug die herzogliche Dömanenverwaltung im Jahr 1908 das Gut. Das größte Wiesen- und Feldstück des Gutes, die Brandensteinsebene, wurde an das in Coburg stationierte III. Bataillon des 6. Thüringischen Infanterieregiments Nr. 95 als Exerzierplatz verpachtet. 1913 eröffnete das Militär dort einen Flugstützpunkt aus dem später der Flugplatz Coburg-Brandensteinsebene entstand.
Die restlichen Grundstücke des Domänenhofes wurden einzeln verpachtet. Die Gutsgebäude ließ das Domänenamt für einen Hotelneubau abbrechen. Das 1903 für vier bis fünf Familien errichtete Arbeiterwohnhaus wurde in der Domäne Oeslau wieder aufgebaut. An dessen Stelle entstand 1910 ein Forsthaus.
Das 1912 eröffnete herzogliche Hotel Festungshof kam 1920 in staatlichen Besitz und wurde dann von dem Hofbrauhaus Coburg erworben. Ende 2010 erfolgte der Verkauf des Hotel- und Restaurant-Komplexes an einen Privatmann, im März 2012 wurde das Hotel geschlossen.
1925 hatte der Festungshof 25 Einwohner und drei Wohngebäude. 1950 zählte der Gemeindeteil 19 Personen sowie ein Wohngebäude und 1961 mit dem Forst- und Domänenamt 18 Einwohner sowie zwei Wohngebäude. 1970 lebten in dem Ort 5 Personen.